# Мстиславський район
Мстиславський район (біл. Мсціслаўскі раён) — адміністративна одиниця Білорусі, Могильовська область. Мстиславській район розташований у північно-східній частині Могильовської області в межах Оршансько-Могильовської піднесеної рівнини. Його площа становить 1,3 тис.км 2. Середня висота над рівнем моря — від 180 до 200 метрів.
Рельєф району пологий з великою кількістю дрібних пагорбів, з долинами річок, струмків і густою мережею ярів і балок.